# Wereldkampioenschappen schaatsen afstanden 2015 - Massastart mannen
De massastart mannen op de wereldkampioenschappen schaatsen afstanden 2015 werd gereden op zondag 15 februari 2015 in het ijsstadion Thialf in Heerenveen, Nederland.
Het was de eerste keer dat de massastart op het programma van de wereldkampioenschappen afstanden stond, ook was het onderdeel (nog) niet olympisch. Er was dus geen titelverdediger en geen olympisch kampioen. In de vijf wereldbekerwedstrijden voorafgaand aan het wereldkampioenschap won Lee Seung-hoon drie keer en Andrea Giovannini en Jorrit Bergsma elk één keer.

## Verslag
De eerste editie van het wereldkampioenschap massastart voor mannen begon met Arjan Stroetinga die de wedstrijd gelijk hard maakte door het tempo op te voeren. Een lange sprint om de eerste vijf punten leverde een overwinning op voor Haralds Silovs. Twee rondes later ging de Nieuw-Zeelander Peter Michael er solo vandoor en hij pakte de vijf punten bij de tweede tussensprint. Michael werd ingelopen en de derde tussensprint ging naar de Italiaan Andrea Giovannini. In de slotrondes maakte de Fransman Alexis Contin er een lange sprint van waarvan Arjan Stroetinga – rijdend voor hetzelfde commerciële team – profiteerde en wereldkampioen werd. Stroetinga bleef Fabio Francolini en Contin voor.

## Plaatsing
De regels van de ISU schrijven voor dat er maximaal 24 schaatsers zich plaatsen voor het WK op deze afstand. Geplaatst zijn de beste 24 schaatsers van het wereldbekerklassement na vier manches, met een beperking van maximaal twee schaatsers per land.

## Uitslag
| Rang   | Naam                 | Land             | Ronden | Spr. 1 | Spr. 2 | Spr. 3 | Eindsprint | Punten | Tijd    |
| ------ | -------------------- | ---------------- | ------ | ------ | ------ | ------ | ---------- | ------ | ------- |
| Goud   | Arjan Stroetinga     | Nederland        | 16     |        |        |        | 60         | 60     | 7.30,64 |
| Zilver | Fabio Francolini     | Italië           | 16     |        |        |        | 40         | 40     | 7.30,70 |
| Brons  | Alexis Contin        | Frankrijk        | 16     |        |        |        | 20         | 20     | 7.30,72 |
| 4      | Haralds Silovs       | Letland          | 16     | 5      | 3      |        |            | 8      | 8.02,21 |
| 5      | Andrea Giovannini    | Italië           | 16     | 1      |        | 5      |            | 6      | 7.56,00 |
| 6      | Peter Michael        | Nieuw-Zeeland    | 16     |        | 5      |        |            | 5      | 7.41,43 |
| 7      | Tyler Derraugh       | Canada           | 16     |        |        | 3      |            | 3      | 7.46,71 |
| 8      | Jeffrey Swider-Peltz | Verenigde Staten | 16     | 3      |        |        |            | 3      | 7.58,12 |
| 9      | Marco Weber          | Duitsland        | 16     |        |        | 1      |            | 1      | 7.35,82 |
| 10     | Shane Williamson     | Japan            | 16     |        | 1      |        |            | 1      | 8.04,67 |
| 11     | Bart Swings          | België           | 16     |        |        |        |            | 0      | 7.30,83 |
| 12     | Lee Seung-hoon       | Zuid-Korea       | 16     |        |        |        |            | 0      | 7.31,29 |
| 13     | Kim Cheol-min        | Zuid-Korea       | 16     |        |        |        |            | 0      | 7.31,81 |
| 14     | Håvard Bøkko         | Noorwegen        | 16     |        |        |        |            | 0      | 7.33,16 |
| 15     | Sun Longjiang        | China            | 16     |        |        |        |            | 0      | 7.33,19 |
| 16     | Patrick Beckert      | Duitsland        | 16     |        |        |        |            | 0      | 7.34,04 |
| 17     | Robert Watson        | Canada           | 16     |        |        |        |            | 0      | 7.36,66 |
| 18     | Ryosuke Tsuchiya     | Japan            | 16     |        |        |        |            | 0      | 7.38,89 |
| 19     | Jorrit Bergsma       | Nederland        | 16     |        |        |        |            | 0      | 7.44,99 |
| 20     | Jevgeni Serjajev     | Rusland          | 16     |        |        |        |            | 0      | 7.51,88 |
| 21     | Armin Hager          | Oostenrijk       | 16     |        |        |        |            | 0      | 7.56,35 |
| 22     | Roland Cieślak       | Polen            | 16     |        |        |        |            | 0      | 7.59,40 |
| 23     | Danila Semerikov     | Rusland          | 15     |        |        |        |            | 0      | 7.07.34 |
| 24     | Bram Smallenbroek    | Oostenrijk       | 9      |        |        |        |            | 0      | 4.33,77 |

2015 · 
2016 · 
2017 ·
2019 ·
2020 ·
2021 ·
2023 ·
2024 ·
2025